# Clavicollis apicordiger
Clavicollis apicordiger is een keversoort uit de familie snoerhalskevers (Anthicidae). De wetenschappelijke naam van de soort is voor het eerst geldig gepubliceerd in 1954 door Bonadona.